# 小口齧埃脂鯉
小口齧埃脂鯉（学名：Bryconaethiops microstoma）為輻鰭魚綱脂鯉目脂鯉亞目鮭脂鯉科的其中一種，為熱帶淡水魚，分布於非洲基伍湖、剛果河上游、奧維克河等流域，體長可達17.2公分，棲息在底中層水域，生活習性不明，可做為食用魚。
其种加词“microstoma”意为“小口的”。